# Евангеличка црква (Земун)
Евангеличка црква у Земуну налази се на углу улица Тошин бунар, Ивићеве и Прилаза. Подигнута је крајем двадесетих година 20. века, за потребе дела (протестантског) немачког живља. Немци протестанти и католици су тада чинили око четвртину становништва Земуна.

## Опис цркве
Црква је служила својој намени од завршетка изградње (1926—1930) до краја Другог светског рата, када је престала да буде активна због исељавања немачког живља у Немачку. Једно време је црква била закатанчена а касније је служила као седиште месне заједнице и простор за друштвени и култуни живот младих Земуна. Упркос томе што су, још 2003. године, Евангеличка верска заједница и Општина Земун постигле договор да се црква врати верницима на коришћење, она и данас служи као пословни простор.
Црква је, крајем 2005. године, проглашена за споменик културе.

## Архитектура цркве
Цркву одликује основа која асоцира на облике тролиста – ротонде са наглашеном апсидом и два бочна крила, симетрично постављена у односу на централни улаз. Изнад тросливних кровова који покривају скраћену припрату и бочна крила, диже се тамбур већих димензија. Над кубетом је лантерна на коју је првобитно постављен крст као симбол Христовог страдања.
Грађевина поседује сведен број симетрично постављених отвора на фасади. Ово компактно, затворено архитектонско решење, које највероватније припада школи архитеката Хуга Ерлиха и Виктора Ковачића, поседује урбанистичку вредност оличену у изузетно успешном решењу у односу на положај раскршћа, надомак прилаза Старом језгру Земуна. Црква представља оригинално и ретко архитектонско остварење обликовано у доследно спроведеном модернистичком концепту. Несумњива је његова културно-историјска и документарна вредност, као сведочанства постојања и живљења једне хришћанске конфесионалне заједнице у периоду између два светска рата у Земуну.

## Галерија
- Евангеличка црква у Земуну - Скица цркве (1914) арх. Хуга Ерлиха (1879–1936)
- Евангеличка црква у Земуну - Скица цркве (1928) арх. Хуга Ерлиха (1879–1936)